# Mydas pertenuis
Mydas pertenuis is een vliegensoort uit de familie van de Mydidae. De wetenschappelijke naam van de soort is voor het eerst geldig gepubliceerd in 1926 door Johnson.